# Monelle Valentin
Répertoire
- Eurydice (1941)
- Antigone (1944)

Monelle Valentin (née Thérèsa Irène Louise Denorme à Tourcoing le 25 mai 1905 et morte le 7 avril 1979 à Neuilly-sur-Seine,) est une comédienne française. Elle fut la première compagne de Jean Anouilh, dont elle a eu une fille, Catherine, devenue elle aussi comédienne.

## Biographie
Monelle Valentin vit avec Jean Anouilh de 1932 à 1952. Le couple habite successivement un atelier à Montparnasse, puis dans un logement rue de Vaugirard, dont les meubles leur sont prêtés par Louis Jouvet, puis avenue Trudaine, avant d'emménager dans une maison à Neuilly-sur-Seine. Le couple séjourne régulièrement à Erquy (Côtes-d'Armor), où Anouilh a acheté une maison.
Elle est inhumée au cimetière nouveau de Neuilly-sur-Seine.

## Carrière
Monelle Valentin connaît le succès, essentiellement au théâtre, dans les pièces de Jean Anouilh : elle joue notamment le rôle de Barbara dans Le Rendez-vous de Senlis, lors de sa création au théâtre de l'Atelier le 30 janvier 1941 puis le rôle-titre dans Eurydice et surtout celui d'Antigone, lors de sa création le 13 février 1944 au Théâtre de l'Atelier à Paris. La critique salue de manière unanime, outre l'œuvre d'Anouilh, le personnage joué par Monelle Valentin. Dans Aujourd'hui (26-27 février 1944), Charles Méré écrit par exemple : avec son visage de souffrance et sa sensibilité maladive, elle réalise intégralement le personnage.
Au cinéma, elle coécrit le scénario et les dialogues de Deux sous de violettes avec Jean Anouilh en 1951.
Puis en 1952, elle joue  dans Le Rideau rouge, un film d'André Barsacq.